# 560年
| 千纪： | 1千纪 |
| 世纪： | 5世纪 \| 6世纪 \| 7世纪 |
| 年代： | 530年代 \| 540年代 \| 550年代 \| 560年代 \| 570年代 \| 580年代 \| 590年代                                                      |
| 年份： | 555年 \| 556年 \| 557年 \| 558年 \| 559年 \| 560年 \| 561年 \| 562年 \| 563年 \| 564年 \| 565年                                |
| 纪年： | 庚辰年（龙年）；南朝梁天启三年；高昌建昌六年；北齊乾明元年，皇建元年；西梁大定六年；南朝陳天嘉元年；北周武成二年；新罗開國十年 |

## 大事记
- 楊愔、燕子獻等懼怕高演奪位，商議外調高演和高湛離京到外地擔任刺史，高演、高湛獲知此事於尚書省設宴逮捕殺害二人。
- 高演聯合母婁昭君與九弟高湛發動政變，廢姪子高殷為濟南王，自立北齊第三任皇帝。
- 南朝梁王琳與陳朝的侯瑱在蕪湖交戰時，北周便發兵攻打郢州，結果王琳兵敗，與蕭莊逃亡北齊。
- 陳文帝陳蒨改元天嘉，開啟「天嘉小康」。

## 出生
- 張麗華，南朝陳陳後主寵妃。

## 逝世
- 北周明帝宇文毓，534年出生，26岁。
- 楊愔，字遵彥，弘農華陰人，北魏、東魏、北齊官員。
- 燕子獻，北魏、東魏、北齊政治人物。